# Ad-Duwajla
Ad-Duwajla – wieś w Syrii, w muhafazie Idlib. W 2004 roku liczyła 917 mieszkańców.